# San Marino op het Eurovisiesongfestival 2021
San Marino nam deel aan het Eurovisiesongfestival 2021 in Rotterdam, Nederland. Het was de 11de deelname van het land aan het Eurovisiesongfestival. SMRTV was verantwoordelijk voor de San Marinese bijdrage voor de editie van 2021.

## Selectieprocedure
Nadat het Eurovisiesongfestival 2020 werd geannuleerd vanwege de COVID-19-pandemie, besloot de San Marinese openbare omroep reeds in mei 2020 Senhit wederom voor te dragen voor deelname aan het komende Eurovisiesongfestival. Eerder was zij ook intern geselecteerd voor deelname in 2020, en was ze reeds de San Marinese kandidaat tijdens het Eurovisiesongfestival 2011. Het nummer waarmee zij naar Rotterdam zou afzakken, werd op 7 maart 2021 gepresenteerd aan het grote publiek. Het kreeg als titel Adrenalina. In Rotterdam kreeg Senhit het gezelschap van de Amerikaanse rapper Flo Rida.

## In Rotterdam
San Marino trad aan in de tweede halve finale, op donderdag 20 mei 2021. Senhit feat. Flo Rida was als eerste van zeventien acts aan de beurt, gevolgd door Uku Suviste uit Estland. San Marino eindigde uiteindelijk op de negende plaats met 118 punten, en zag zich zo verzekerd van een plek in de finale. Het was voor de derde keer in de geschiedenis dat San Marino de finale haalde.
In de finale was Senhit feat. Flo Rida als 26ste en laatste act aan de beurt, net na Tusse uit Zweden. San Marino eindigde uiteindelijk op de 22ste plek, met 50 punten.
2008 · 2009-2010 · 2011 · 2012 · 2013 · 2014 · 2015 · 2016 · 2017 · 2018 · 2019 · 2020 · 2021 · 2022 · 2023 · 2024 · 2025
Albanië · Australië · Azerbeidzjan · België · Bulgarije · Cyprus · Denemarken · Duitsland · Estland · Finland · Frankrijk · Georgië · Griekenland · Ierland · IJsland · Israël · Italië · Kroatië · Letland · Litouwen · Malta · Moldavië · Nederland · Noord-Macedonië · Noorwegen · Oekraïne · Oostenrijk · Polen · Portugal · Roemenië · Rusland · San Marino · Servië · Slovenië · Spanje · Tsjechië · Verenigd Koninkrijk · Zweden · Zwitserland